# Tarras Sällfors
Carl Tarras Sällfors, född 1 april 1898 i Helsingborg, död 17 mars 1960 i Stockholm, var en svensk ingenjör och ämbetsman.
Tarras Sällfors var son till grosshandlaren Carl Sällfors och Hanna Staflund. Efter studentexamen i Helsingborg 1916 utexaminerades han från Tekniska högskolans avdelning för maskinbyggnad och mekanisk teknologi 1922 samt avlade filosofie kandidatexamen vid Stockholms högskola samma år. 1922–1924 studerade han industriell ekonomi vid den konsulterande organisationsbyrån H. A. Hopf & Co. i New York, och 1926–1929 var han direktörsassistent vid Norton Company i Worcester, Massachusetts. Efter återkomsten till Stockholm var han 1929–1943 överingenjör och chef för organisationsavdelningen vid AB Industribyrån i Sveriges Industriförbund. Därutöver var han speciallärare vid Tekniska högskolan i industriell ekonomi 1929–1939, från 1931 även i industriell organisation. 1940 kallades han till förste innehavare av den nyinrättade professuren i industriell ekonomi och organisation där. Han avgick 1943. Under sin lärartid vid Tekniska högskolan utförde Sällfors ett framgångsrikt arbete på att intressera de blivande ingenjörerna för de viktiga drifts- och affärsekonomiska problemen inom industrin. Som ledamot av 1940 års besparingsberedning föreslog Sällfors igångsättandet av systematiska rationaliseringsundersökningar inom den svenska statsförvaltningen och ledde dessa som delegationsordförande. Detta gav upphov till Statens organisationsnämnd, där Sällfors 1944 blev generaldirektör och chef. I sin befattning vid AB Industribyrån utförde Sällfors ett stort antal organisationsuppdrag vid industriföretag inom olika branscher, affärsföretag, banker och försäkringsbolag samt kommunala verk. Han var en av föregångsmännen i landet beträffande industriell rationalisering och tog initiativet till en systematisk rationalisering även inom kontors- och administrativt arbete i Sverige. Genom föredrag och konsultationer bidrog han till intresset för rationalisering både inom näringslivet och statsförvaltningen i de övriga nordiska länderna och blev internationellt känd inom sitt område. Sällfors var ledamot av ett flertal statliga utredningar, såsom rationaliseringsutredningen 1936–1938, 1942 års järnvägskonstnadsutredning, statens sjukhusutredning 1943 och 1946 års militära förvaltningsutredning. Från 1944 var han ledamot av Statens sakrevision, från 1937 av Svenska nationalkommittén för rationell organisation (vice ordförande 1947–1951) och från 1941 av Sveriges standardiseringskommission (som vice ordförande 1943–1950). Han var styrelseledamot i Sverige-Amerika stiftelsen från 1930 (kassaförvaltare 1938–1951 och från 1952). Sällfors var styrelseledamot i Hemmens forskningsinstitut 1944–1950 och i Stockholms högskolas psykotekniska institution under samma period. Sällfors var en av stiftarna av Svenska teknologföreningens avdelning för industriell ekonomi och organisation 1931 och dess ordförande 1942–1944 samt av Företagsekonomiska föreningen 1935 och förste ordförande i dess avdelning för kontorsorganisation 1941–1944. Från 1950 var Sällfors svensk representant i Committee on Administrative Practises vid International Institute of Administrative Sciences i Bryssel och från 1953 ordförande för sakkunniga i förvaltningsorganisation rörande svenskt tekniskt bistånd till underutvecklade länder. Sällfors utgav arbetet Arbetsstudier inom industrien (1939, 4:e upplagan 1948, på finska 1945). Bland hans övriga skrifter märks Modern verkstadsorganisation (1922, tillsammans med H. Nieckels), Industriella självkostnadsberäkningar vid varierande penningvärde (1922), Kontorsarbetets rationalisering (1933), Industriella självkostnadsberäkningar (1937) och Handbok i industriell driftsekonomi och organisation (1945) samt ett stort antal uppsatser i tidningar och tidskrifter. Han blev ledamot av Ingenjörsvetenskapsakademien 1941.